# Tour Saint-Augustin de Vieux-Goa
La tour Saint-Augustin est ce qui reste du complexe augustinien à Vieux-Goa (Inde). Construits à partir de 1572, l’église et le vaste couvent qui lui était attaché formaient le monastère principal de l’Ordre augustinien à Goa. Du couvent ne restent plus que des ruines, et de l’église les fondations et la tour. Comme faisant partie du groupe des ‘églises et couvents de Goa’ les ruines  sont classées au patrimoine mondial de l'UNESCO.

## Histoire
Un groupe de chanoines augustiniens arrive à Goa en septembre 1572. D’abord hôtes des franciscains ils choisissent bientôt ce que l’on appelle la ‘Holy Hill’ pour y construire leur couvent. Le supérieur en est Gaspar de San Vicente. La pierre de fondation du couvent est posée le 9 septembre 1597 par l’évêque de Goa, Mgr Aleixo de Menezes. Couvent et église sont achevés en 1602.
Leur église est achevée en 1602, son double clocher de cinq étages chacun était la plus haute structure architectural du Vieux-Goa. Il n’en reste que les ruines de l’un des deux. Les deux clochers étaient couronnés d’une balustrade et reliés par une haute façade. Une des cloches, fondue à Lisbonne spécialement pour le monastère, se trouve aujourd’hui au sommet de la façade de l’église de l'Immaculée-Conception, à Panaji.
La nef de l’église – unique - était flanquée dans chaque travée de chapelles latérales. Il y en avait huit. Accolé à l’église se trouvait le monastère-avec-collège des Augustiniens, également construit au début du XVIIe siècle. Il était connu pour sa riche bibliothèque, ses œuvres d’art, son ébénisterie dorée et carrelage vernissé.

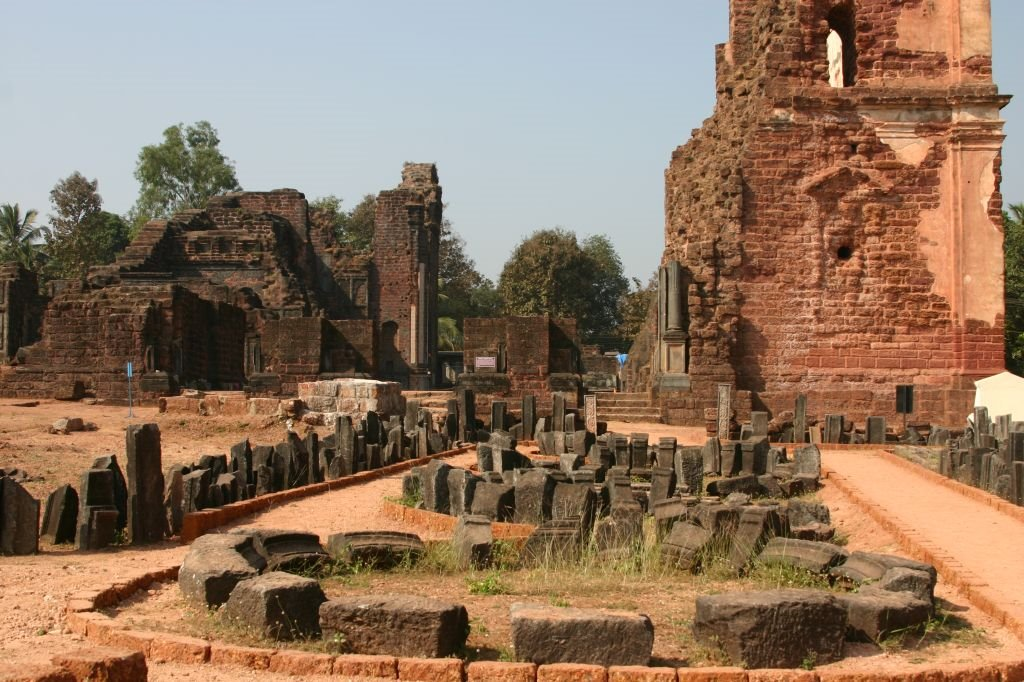
Vue à partir des ruines du couvent

En 1833, les ordres religieux sont expulsés du Portugal et de ses colonies. Les chanoines augustiniens, encore au nombre de 59, doivent quitter leur couvent (1835). Le complexe augustinien alors en bon état – couvent, collège, cloître et église - est laissé à l’abandon. Le toit de l’église s’écroule le 8 septembre 1842, ensevelissant autels et tombes et détruisant de nombreuses œuvres d’art.
Un siècle plus tard, le 8 aout 1931, la façade s’écroule également, ainsi que la moitié d’une des tours quelques jours plus tard, le 19 août. Le désastre est complet en 1938 avec la chute de l’autre tour. Il ne reste debout plus qu’un pan élevé (toujours cinq étages !) de la tour septentrionale de l’église.
Les ruines sont déblayées en 1992 et des excavations entreprises mettent au jour la tombe d’une reine de Géorgie, Gandivanda (ou ‘’Katevan’’), morte en odeur de sainteté en 1624 dans un des pays du Golfe persique, où les augustiniens œuvraient, mais dont une partie du corps fut ramené à Goa.

## Source
- Moreno de Souza; A Short history of the Old City of Goa, Goa, Basilica of Bom Jesus, 2010, p.34sv.